# Landesschulamt und Lehrkräfteakademie
Das Landesschulamt und Lehrkräfteakademie bestand in Hessen von 2013 bis 2015.
Zum 1. Januar 2013 hat in Hessen das „Landesschulamt“ seine Arbeit aufgenommen. Organisatorisch wurden das ehemalige Amt für Lehrerbildung (AfL), das Institut für Qualitätsentwicklung (IQ) sowie die 15 Staatlichen Schulämter zusammengeführt. Die Aufgaben der eingegliederten Institutionen und Einrichtungen gingen auf das Landesschulamt über. Das Landesschulamt war eine dem Hessischen Kultusministerium unmittelbar unterstellte Behörde; der Hauptsitz war Wiesbaden. Zum 1. April 2015 wurde die Behörde aufgelöst, in Teilen in die neu gegründete Hessische Lehrkräfteakademie überführt und neu strukturiert. Dabei wurde auch die Aufgabenverteilung zwischen Kultusministerium und Lehrkräfteakademie neu definiert, die 15 Staatlichen Schulämter wurden wieder eigenständige Behörden.

## Rechtliche Grundlage
Die rechtliche Grundlage für die Gründung des Landesschulamtes bildete das „Gesetz zur Reform der Organisation der Schulverwaltung“ (kurz: SchVwOrgRG)
, das am 27. September 2012 vom Hessischen Landtag beschlossen wurde. Mit diesem Gesetz wurde ein umfassender Umbau und eine Neuausrichtung des dem Kultusministerium nachgeordneten Bereichs angestoßen. Angebote und Unterstützungsleistungen in Hessen besser auf die Bedürfnisse von Schulen und Lehrkräften abzustimmen, war das Ziel.

## Auftrag
Mit dem Landesschulamt sollte den hessischen Schulen ein zentraler Ansprechpartner für alle Fragen der Schul-, Unterrichts- und Personalentwicklung zur Verfügung stehen – sowohl auf regionaler als auch auf landesweiter Ebene. Das Landesschulamt richtete seine Angebote und Leistungen auf die veränderten Erfordernisse selbstständiger werdender Schulen aus.  Die Qualität des Unterrichts in Hessen zu erhöhen und die individuellen Lernerfolge der Schülerinnen und Schüler zu steigern, war offizielles Ziel.

## Organisation und Aufbau
Das Landesschulamt untergliederte sich in vier Abteilungen:
- Abteilung I „Schulaufsicht und Schulberatung“
- Abteilung II „Akademie für Lehrerbildung und Personalentwicklung“
- Abteilung III „Qualitätsentwicklung und Evaluation“
- Abteilung Z „Zentrale Dienste und Serviceleistungen“

## Hauptsitz
Hauptsitz des Landesschulamt und Lehrkräfteakademie war Wiesbaden (Deutschland).

## Kritik
Die Schaffung des Landesschulamtes wurde von der Opposition und der Bildungsgewerkschaft GEW heftig kritisiert. Die neue Behörde sei unnötig und diene nur dem Verschaffen von lukrativen Posten für Parteimitglieder.